# Sympterygia
Genre
Sympterygia est un genre de raie.

## Liste des espèces
- Sympterygia acuta Garman, 1877
- Sympterygia bonapartii Müller et Henle, 1841
- Sympterygia brevicaudata (Cope, 1877)
- Sympterygia lima (Poeppig, 1835)